# تئو روبینسون
تئو روبینسون (انگلیسی: Theo Robinson؛ زادهٔ ۲۲ ژانویهٔ ۱۹۸۹) بازیکن فوتبال اهل بریتانیا است.
از باشگاه‌هایی که در آن بازی کرده‌است می‌توان به باشگاه فوتبال هادرزفیلد تاون، باشگاه فوتبال مادرول، باشگاه فوتبال ساوتند یونایتد، باشگاه فوتبال اسکانتورپ یونایتد، باشگاه فوتبال هرفورد یونایتد، باشگاه فوتبال دونکستر راورز، باشگاه فوتبال واتفورد، باشگاه فوتبال دربی کانتی، باشگاه فوتبال میلوال، باشگاه فوتبال پورت ویل، و باشگاه فوتبال ویلدستون اشاره کرد.
وی همچنین در تیم ملی فوتبال جامائیکا بازی کرده‌است.